# 潛園 (台灣)
潛園，是台湾一座已消失的園林，由清朝诗人林占梅所建，位於竹塹城西門內，曾被誉为台灣四大庭園之一。因日治時期開闢西大路、中山路，園林本身遭到拆毀，僅存建園者林占梅親書「潛園」的大門、八角井及幾棟老屋。
潛園大門於2012年遭地主拆除。新竹市長許明財因此地並未列為文化法定資產，聲明無法阻止開發，只能異地重建，然而「異地重建」的說法，至今仍舊尚未實現。

## 歷史

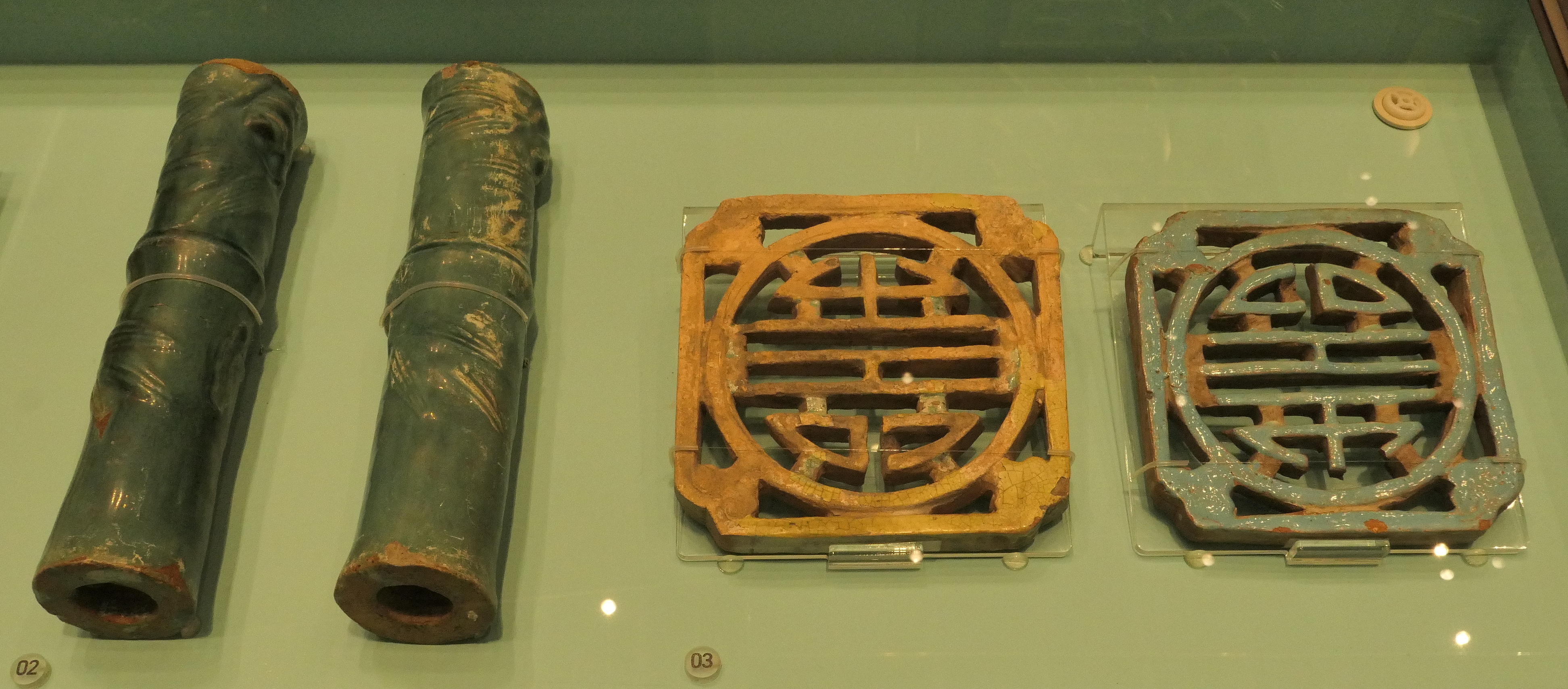
潛園建築構件（國立臺灣歷史博物館館藏）

1849年，林占梅家族起建潛園。1864年完工，佔地2甲餘（約30畝），工程費18萬兩，位於今中山路與西大路西北角，即西門市場一帶。
1855年位於竹塹城北門外的北郭園建成後，民眾稱呼城內的潛園為「內公館」，城外的北郭園則為「外公館」。
1895年，征台的北白川宮能久親王曾於爽吟閣進宿，後成為御遺跡地之一，受到台灣總督府的重視和保護。其後園中的浣霞池逐漸淤積縮小，遂開闢為通過竹塹城西門的中山路。
1919年（大正八年）2月，將具有北白川宮能久親王御遺跡地地位的潛園爽吟閣拆除，移到新竹神社社域內重建。
1919年，新竹州依照史蹟名勝天然紀念物保存法將位於西門的「潛園址」以及「淡水廳署址」、「新竹孔子廟」、「迎曦門」指定為新竹州史蹟，一同受到保存。
1939年，日治時期，因林占梅家族不支持日本殖民地政府，日本人以開路為藉口，於1939年拆除潛園大厝。只剩下潛園大門，與八角井等遺址。
1945年，二次世界大戰後，重建後的爽吟閣隨同新竹神社由警備總部新竹區分隊、新竹市團管部進駐，變成軍事機關。後來又變成大陸地區人民新竹處理中心，即現在的新竹靖廬的一部分，二樓亭閣全毀，一樓拱門甚至成為浴室。
1977年為止，潛園原址尚存有觀音亭、大門、古井、香石山房、部分碧棲堂以及少數住宅建築。1990年代，台灣史蹟專家李乾朗教授和陳榮村教授，曾經各別出版過潛園修建調查計畫，但是新竹市政府並未將此地指定為古蹟。
2012年6月27日，僅存的潛園大門門樓遭到地主無預警拆除，將改建成收費停車場。新竹市文化局發布聲明，指稱因文化局未將潛園列為文化法定資產，所以市政府無法保護，只能收集剩下建材，預備在異地重建。
2013年3月25日，新竹中華大學設計研究中心研究員向時任新竹市長許明財簡報「新竹竹塹潛園復建工程」內容，預計復建地點位於風城願景館旁並預定2014年6月底完工。

## 復建爭議
原潛園爽吟閣復建案因選址過程未召開公聽會，引起文史工作者和附近民眾不滿。市府因應民意代表要求下，於2014年3月31日及4月24日在文化局召開公聽會。

### 第一回公聽會
會議中贊成民眾多從林氏家族對新竹之貢獻和付出的角度，強調此建築可以彰顯林氏忠肝義膽、保鄉衛民犧牲的大愛精神，主張在新竹公園復建。反對者亦表示認同林氏家族對新竹之貢獻，但對市府選址過程未有公開評選程序，且造成公園綠地減少和周邊景觀不協調表達質疑。
正反雙方之交集為認同重建，但地點選定部分歧見甚大。至於重建案的細部規劃和日後運營方式之討論，及此建築要如何達成林家後代期待，因時間關係未有細部討論。

### 第二回公聽會
支持與反對之市民針對地點選擇經過意見討論後，表達意見重點如下：
- 支持者表示因已經過許多行政程序，此時間點若變更地點於法不合。
- 反對者則從重建的目的意義、景觀適當性、選址過程、對市民說明的時間點、區域資源分配及現況公園過度擁擠且交通混亂等方面，說明為何不適合於新竹公園重建。[5]
- 會中對於退回市議會進行討論已達部分共識。

另公聽會中對部分民眾提議將「風城願景館」拆除，意外引起爭執。最後市府文化局長林榮洲表示，因有正反意見，市府會尊重各方意見再多考量。

## 相關網站
- 黃美娥·清代竹塹詩人林占梅及其《潛園琴餘草》
- 台灣四大庭園：潛園 （页面存档备份，存于）
- 住宅與庭園 （页面存档备份，存于）
- 「潛園」不再沈潛，因為消失 （页面存档备份，存于）